# 城間清豊

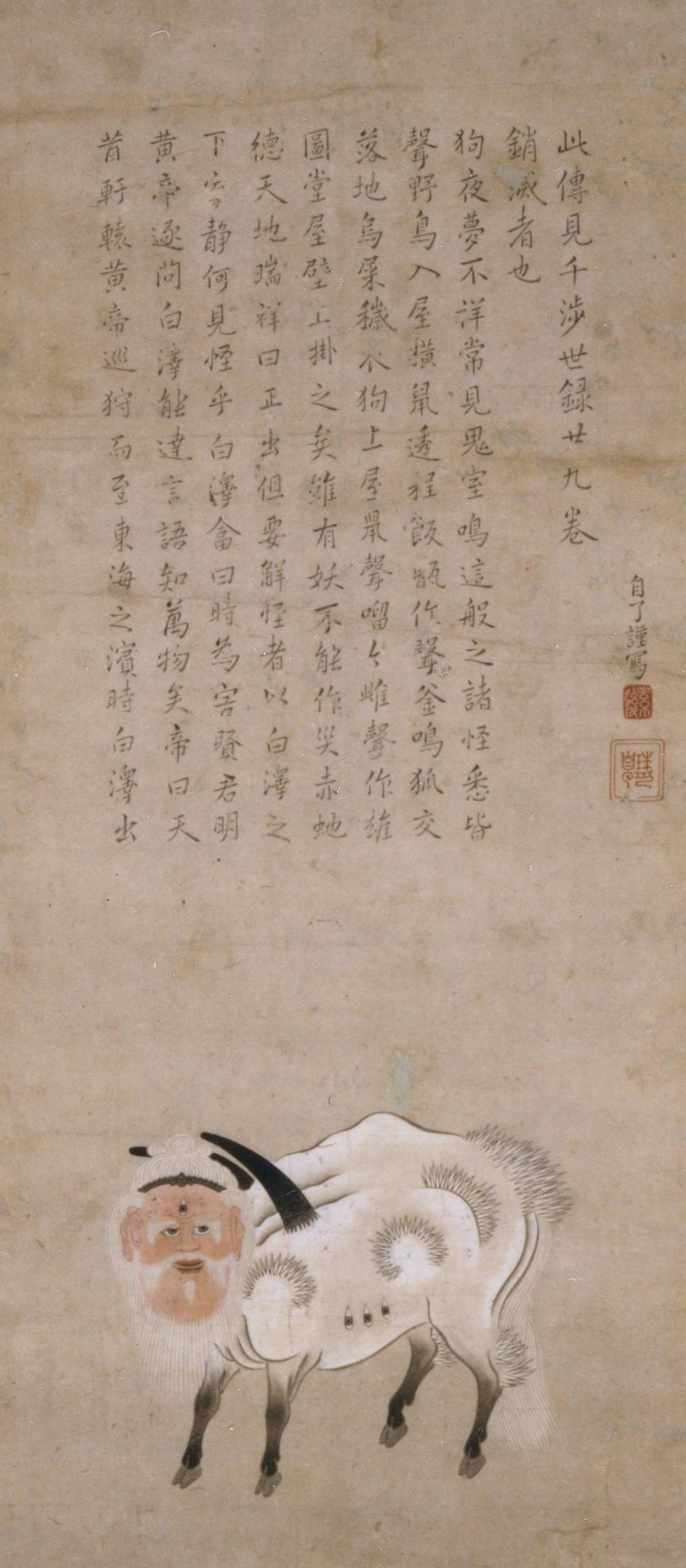
城間清豊筆『白沢之図』（沖縄県指定有形文化財）

城間 清豊（ぐすくま せいほう、万暦42年10月18日（1614年11月19日） - 順治元年10月18日（1644年11月17日））は、琉球の絵師。雅号は自了。唐名は欽 可聖。琉球最古の絵師と言われ、口と耳が不自由であったと伝えられる。
絵の素質は抜群で、中国から来た冊封使・杜三策には顧愷之・王維に比され、日本の狩野派の絵師・狩野安信にも絶賛された。
徳の高い王の治世に現れるとされる白沢を描いた『白沢之図』は、清豊の絵といえる現存唯一の作品である。その他に数点の作品が残っていたが、ほとんどが沖縄戦にて焼失した。

## 主な作品
以下の作品は沖縄県の有形文化財に指定されている（沖縄美ら島財団所蔵）。
- 『白沢之図』1幅・1958年（昭和33年）1月17日指定[2]

### 『沖縄文化の遺宝』所載の作品
鎌倉芳太郎『沖縄文化の遺宝 写真編』（岩波書店）には、大正年間に鎌倉が撮影した自了名義の作品のモノクロ写真が掲載されている。
- 『陶淵明図』（p. 245、同部分p. 246、同部分p. 247） - 尚順男爵家にあった[3]。
- 『渡海観音図』（p. 248、同部分p. 249） - 観音が鯉に乗って渡海する図で、那覇市臨海寺にあった。落款はないが自了の画風をよく示している[3]。
- 『白沢（夢違）図』（p. 250） - 現存・豊見城朝熙旧蔵、現在沖縄美ら島財団所蔵[4]。
- 『高士逍遥図』（p. 251）
- 『松下三高士囲碁図』（p. 251）